# Boundary-Layer Meteorology
Boundary-Layer Meteorology est une revue internationale de géosciences publiée par Springer Science+Business Media. Elle fut fondée en 1970 par Robert Edward Munn (Institut d'études environnementales, Université de Toronto, ON, Canada). Les coéditeurs actuels de cette publication sont John R. Garratt (CSIRO Marine & Atmospheric Research) et Evgeni Fedorovich (école de météorologie, Université d'Oklahoma). Le Journal Citation Reports de 2017 lui donne un facteur d'impact de 2,455.

## Description
Le contenu de cette revue couvre les processus physiques, chimiques et biologiques qui se produisent dans la couche la plus près du sol de l'atmosphère terrestre, un domaine critique de la météorologie qui fait l'objet de nombreuses d'études théoriques, numériques et expérimentales. Les domaines couverts par la revue comprennent : l'agriculture, la foresterie, la pollution atmosphérique, l'hydrologie, les études théoriques et numériques expérimentales de la couche limite atmosphérique terrestres et marines, la micrométéorologie, la couche limite planétaire, la modélisation numérique de la basse atmosphère, la télédétection et météorologie urbaine.